# Corfitz Ludvig Staël von Holstein
Corfitz Ludvig Staël von Holstein, född den 24 december 1753, död den 8 maj 1819 på sin egendom Skyrup i Skåne, var en svensk friherre, militär och politiker. Han var sonson till Otto Wilhelm Staël von Holstein.
Staël von Holstein blev 1770 fänrik vid Blixenska regementet, där han 1783 befordrades till kapten, och transporterades 1785 till Kalmar regemente, med vilket han deltog i 1788-90 års krig. År 1793 tog han avsked ur krigstjänsten för att ägna sig åt lantbruk. Vid alla riksdagar 1800-1818 deltog Staël von Holstein i riddarhusets förhandlingar, där han alltid räknades till den frisinnade oppositionen och under den första förtjusningsfebern efter Karl Johans ankomst var dess nästan ende konsekvente banerförare.